# Hamilton megye (Iowa)
Hamilton megye az Amerikai Egyesült Államokban, azon belül Iowa államban található. Lakosainak száma 15 039 fő (2020. április 1.). Hamilton megye Wright, Boone, Story, Franklin, Hardin és Webster megyékkel határos.

## Népesség
A megye népessége az elmúlt években az alábbi módon változott:
| Lakosok száma | 15 630 | 15 450 | 15 300 | 15 312 | 15 190 | 15 039 |
|               | 2010   | 2011   | 2012   | 2013   | 2015   | 2020   |